# Elecciones federales de Australia de 2025
Las elecciones federales australianas de 2025 se realizaron el 3 de mayo de 2025 para elegir a los miembros del Parlamento de Australia. Se disputaron 150 (en comparación con 151 en las dos últimas elecciones) escaños en la Cámara de Representantes y probablemente 40 de los 76 escaños en el Senado. El gobierno laborista del primer ministro Anthony Albanese logró la reelección para un segundo mandato en el cargo, opuesto por la Coalición Liberal/Nacional bajo el líder de la oposición Peter Dutton.
Los laboristas lograron mejorar su ya existente mayoría absoluta en la Cámara Baja y arrebataron el primer lugar a la Coalición Nacional, algo que no ocurría desde 2007. Además, obtuvieron su mejor resultado desde las elecciones de 1987. La Coalición Nacional-Liberal registró su peor resultado histórico desde su fundación, y su líder y candidato, Peter Dutton, no logró revalidar su escaño en Dickson, siendo derrotado por la candidata laborista Ali France, quien le superó por un margen de más de diez mil votos. Los Verdes también se vieron fuertemente afectados por el ascenso laborista, sufriendo grandes pérdidas en número de votos y escaños, especialmente en las ciudades de Melbourne, Wills, Canberra y en su bastión histórico de Ryan. Por su parte, los candidatos independientes lograron retener buena parte de sus circunscripciones y obtuvieron algunas victorias frente a la Coalición.
En el Senado, los laboristas volvieron a ocupar el primer lugar como la formación más votada. La Coalición, por su parte, no obtuvo resultados tan negativos como en la Cámara Baja, ya que perdió pocos escaños. Los Verdes lograron resistir en sus tradicionales bastiones de Nueva Gales del Sur, Queensland y Victoria. Los independientes obtuvieron un muy buen resultado en la Cámara Alta del Parlamento, casi duplicando su representación.

## Antecedentes

### Elecciones de 2022
En las elecciones de 2022, el Partido Laborista, liderado por Anthony Albanese, logró formar gobierno tras nueve años en la oposición, obteniendo 77 escaños en la Cámara de Representantes. La Coalición Liberal-Nacional, encabezada entonces por Scott Morrison, obtuvo 58 escaños y pasó a la oposición. Peter Dutton asumió el liderazgo de la oposición en 2022 y se presentó por primera vez como candidato a primer ministro en 2025.
Durante la 47.ª legislatura, eventos como el referéndum sobre la "Voz Indígena al Parlamento" en octubre de 2023, que fue rechazado por el 60% del electorado, y la creciente polarización en torno a temas culturales y sociales, marco el panorama político.

### Composición del parlamento
El 47.º Parlamento se inauguró el 26 de julio de 2022. El Partido Liberal entró al parlamento con un nuevo líder, el exministro de Defensa y Asuntos Internos Peter Dutton, reemplazando al primer ministro saliente Scott Morrison. El 23 de diciembre de 2022, el diputado nacional por Calare, Andrew Gee, abandonó el partido y se convirtió en independiente, tras la decisión del partido de oponerse públicamente a una Voz Indígena en el Parlamento. Esto significó que el grupo Crossbench aumentó a 17 escaños mientras que el de Coalición disminuyó a 57 escaños. 
El 16 de enero de 2023 murió el senador liberal Jim Molan; fue reemplazado por Maria Kovacic en mayo de ese año. El 6 de febrero de 2023, la senadora verde Lidia Thorpe renunció al partido para sentarse como independiente. El 1 de abril de 2023, Mary Doyle del Partido Laborista ganó las elecciones parciales de Aston de 2023 tras la renuncia del diputado liberal en funciones Alan Tudge. El resultado fue considerado una gran sorpresa y marcó la primera vez que un gobierno en el poder ganaba un escaño de la oposición desde las elecciones parciales de Kalgoorlie de 1920. Como resultado, el Partido Laborista aumentó su número de escaños en la Cámara de Representantes a 78, mientras que la Coalición lo redujo a 56. En mayo de 2023, el diputado nacional liberal en ejercicio Stuart Robert dimitió, lo que desencadenó otra elección parcial, esta vez en el escaño de Fadden en Gold Coast. El escaño lo ganó el candidato del Partido Liberal Nacional, Cameron Caldwell, manteniendo sin cambios la composición del parlamento. También en mayo de 2023, Dai Le, miembro independiente por el escaño de Fowler en el oeste de Sídney, formó su propio partido político, Dai Le and Frank Carbone Network, junto con Frank Carbone, el alcalde de Fairfield. El partido tendría su sede principalmente en el oeste de Sídney.
El 15 de junio de 2023, el senador liberal David Van fue expulsado del partido tras las acusaciones de conducta sexual inapropiada por parte de la exsenadora del LNP Amanda Stoker y la senadora independiente Lidia Thorpe, continuando su mandato como independiente. El 14 de noviembre de 2023, tras una derrota en la preselección del partido, el diputado liberal Russell Broadbent abandonó el partido para mantener su escaño como independiente. En noviembre, Dave Sharma también regresó al Parlamento, esta vez como senador liberal, tras la renuncia de la veterana del partido Marise Payne. El 4 de diciembre de 2023, la diputada laborista Peta Murphy murió de cáncer, lo que redujo el Partido Laborista a 77 escaños, aunque la participación del partido se restableció a 78 escaños el 2 de marzo de 2024, cuando la candidata Jodie Belyea conservó el escaño de Dunkley en las elecciones parciales. De manera similar, el Partido Liberal cayó un escaño el 28 de febrero de 2024, cuando el ex primer ministro y diputado Scott Morrison renunció al escaño de Cook, aunque el candidato liberal Simon Kennedy retuvo el escaño para el partido en las elecciones parciales de Cook de 2024.
El senador laborista Pat Dodson renunció al Senado en enero de 2024 mientras recibía tratamiento contra el cáncer; su vacante fue cubierta por Varun Ghosh. La senadora laborista Linda White murió en marzo de 2024 y fue reemplazada por Lisa Darmanin, mientras que la senadora verde Janet Rice renunció al mes siguiente y fue reemplazada por Steph Hodgins-May. Se produjeron cambios en la composición del partido cuando la senadora de Tasmania Tammy Tyrrell abandonó la Red Jacqui Lambie para sentarse como independiente el 28 de marzo de 2024, y la senadora laborista Fatima Payman dejó el partido y se unió al grupo independiente en julio de 2024, alegando desacuerdo con la posición del partido respecto del conflicto entre Israel y Gaza. Tres meses después, Payman fundó el partido Voz de Australia y declaró que tenía la intención de que el partido presentara candidatos en ambas cámaras del parlamento en estas elecciones. La composición del Senado cambió una vez más el 25 de agosto de 2024 cuando el senador del LNP Gerard Rennick renunció al partido y pasó a ocupar un escaño como independiente tras una derrota en las elecciones previas a la elección. Al igual que Payman, él también anunció su intención de fundar un partido político, llamado Partido del Pueblo Primero, para que su nombre figurara en la línea superior de la papeleta electoral.

### Eventos del 47° Parlamento
A partir de abril de 2025, ambos partidos principales han conservado a sus líderes durante toda la duración del 47.º Parlamento, y se espera que Anthony Albanese haya cumplido un mandato completo como primer ministro y un segundo mandato consecutivo como líder del Partido Laborista, mientras que Peter Dutton está en camino de completar su primer mandato completo como líder de la oposición y líder del Partido Liberal. El Gabinete Albanese fue reorganizado en julio de 2024, seguido de una reorganización menor en enero de 2025, mientras que el ministerio en la sombra de Peter Dutton fue reorganizado en abril de 2023, marzo de 2024 y enero de 2025.
El referéndum de la Voz Indígena Australiana de 2023 ocupó un lugar destacado en el discurso político durante la primera mitad del período parlamentario. Propuesta por primera vez en la Declaración de Uluru desde el Corazón de 2017, la iniciativa Voz Indígena al Parlamento recibió el apoyo del Partido Laborista como parte de su plataforma electoral de 2022. La campaña del "Sí" en apoyo a The Voice atrajo inicialmente algún apoyo bipartidista, incluyendo figuras de la Coalición como Gee, el exministro para los Indígenas Australianos Ken Wyatt y el entonces ministro en la Sombra para los Indígenas Australianos Julian Leeser. Sin embargo, el Partido Nacional se manifestó en contra de La Voz en noviembre de 2022, al igual que el Partido Liberal en abril de 2023. Jacinta Nampijinpa Price, senadora del Partido Liberal Rural en su primer mandato, quien sucedió a Leeser como ministra en la sombra para los indígenas australianos, asumió un papel destacado en la campaña por el n.º  En agosto de 2023, Albanese anunció que el referéndum se celebraría el 14 de octubre de 2023.  El 60% de los votantes, incluida la mayoría en los seis estados, votaron en contra de los cambios constitucionales propuestos.
La muerte y el funeral de estado de Isabel II, la jefa de estado de Australia y otros reinos de la Commonwealth durante mucho tiempo, tuvieron lugar en septiembre de 2022, seguidos de la coronación de Carlos III y Camila en mayo de 2023; como resultado, 2025 fue la primera elección federal bajo el reinado de Carlos III. El rey Carlos visitó Australia en octubre de 2024, la primera visita de un monarca gobernante desde 2011. La senadora independiente Lidia Thorpe, que había dimitido de los Verdes en febrero de 2023 por desacuerdos con respecto a la propuesta de Voz al Parlamento, atrajo una importante atención de los medios por gritarle a Carlos durante un evento en la Casa del Parlamento en Canberra. Las protestas contra la guerra entre Israel y Hamás en Australia comenzaron en octubre de 2023; las respuestas a la guerra, particularmente entre las comunidades judías y musulmanas locales, fueron percibidas como una amenaza importante al discurso pacífico en Australia. Los incidentes de antisemitismo e islamofobia también aumentaron, lo que llevó al gobierno a nombrar a tres "enviados especiales": en julio de 2024, a Jillian Segal como Enviada Especial para la Lucha contra el Antisemitismo, y al diputado laborista Peter Khalil como Enviado Especial para la Cohesión Social; y en septiembre de 2024, a Aftab Malik como Enviado Especial para la Lucha contra la Islamofobia.
El cambio climático siguió siendo un problema importante, en parte debido al impacto de los desastres naturales, incluidas las inundaciones de 2022 en el sureste de Australia y la temporada de incendios forestales de Australia de 2023-24, que provocaron siete y diez muertes respectivamente, así como el ciclón Jasper y el ciclón Alfred, que causaron importantes daños materiales en la costa oriental en diciembre de 2023 y marzo de 2025, respectivamente. Los cambios en la infraestructura gubernamental incluyeron el establecimiento de la Comisión Nacional Anticorrupción en julio de 2023 y el lanzamiento del Fondo Futuro de Vivienda Australia en noviembre de 2023.

## Sistema electoral
Los miembros de la Cámara de Representantes son elegidos por segunda vuelta instantánea. Cada distrito elige a un miembro.Los senadores son elegidos por voto único transferible y representación proporcional. En los estados, los senadores son elegidos en distritos de doce miembros (aunque en la mayoría de los casos solo se disputan seis escaños en una sola elección), y en los territorios se eligen en distritos de dos miembros. Las papeletas se cuentan al menos dos veces, en el lugar de votación y, a partir del lunes por la noche después del día de las elecciones, en los centros de recuento.

### Redistribución
La Comisión Electoral Australiana debe, un año después del primer día de sesión de una nueva Cámara de Representantes, determinar el número de miembros a que tiene derecho cada Estado y Territorio. Si el número en cualquier estado cambia, se requeriría una redistribución en esos estados. Una redistribución se pospondría si comenzara dentro de un año después de la expiración de la Cámara de Representantes. La determinación de la distribución se realizó en julio de 2023 con base en las cifras de población de diciembre de 2022. La decisión resultó en una reducción de un escaño en Nueva Gales del Sur a 46, una reducción de un escaño en Victoria a 38 y un aumento de un escaño en Australia Occidental a 16. El número total de escaños en la Cámara de Representantes disminuiría de 151 a 150 en las elecciones federales de 2025.
En mayo y junio de 2024, la Comisión Electoral Australiana publicó sus propuestas preliminares para cambios en el electorado, recomendando la creación de la División de Bullwinkel (Australia Occidental) en los suburbios exteriores orientales de Perth, y la abolición de la División de Higgins (Victoria) en el sureste interior de Melbourne (en manos de Michelle Ananda-Rajah del Partido Laborista) y la División de North Sydney (Nueva Gales del Sur) en el noreste interior de Sídney (en manos de Kylea Tink, una independiente). Además, la comisión propuso alterar los límites de varios escaños en los tres estados.
La comisión confirmó los cambios realizados en Australia Occidental y Victoria el 5 de septiembre de 2024, y los nuevos límites se publicaron en el Boletín Oficial el 24 de septiembre y el 17 de octubre respectivamente.  Los cambios en Nueva Gales del Sur se confirmaron el 12 de septiembre  y se publicaron en el boletín oficial el 10 de octubre de 2024. Según Antony Green, algunos de los cambios más significativos en los electorados existentes incluyeron: la División de Hasluck, perdiendo gran parte de su área en favor de la nueva sede de Bullwinkel y desplazándose hacia el oeste, a los suburbios del noreste de Perth; en Melbourne, las Divisiones de Melbourne y Wills moviéndose hacia el sur, y las Divisiones de Chisholm y Menzies moviéndose hacia el oeste; la División de Riverina desplazándose al sureste y perdiendo las ciudades de West Wyalong, Parkes y Forbes; y la División de Hume perdiendo la mayoría de su área en el sur, incluida la ciudad de Goulburn. También hubo un pequeño ajuste en los dos electorados federales del Territorio del Norte, con la División de Solomon ganando algunos de los suburbios orientales de Palmerston de la División de Lingiari.
Se debía realizar una redistribución de los límites electorales de Tasmania en noviembre de 2024, debido a que habían pasado siete años desde el día de la última determinación en el estado; sin embargo, esto se pospuso ya que ocurriría dentro de un año del vencimiento de la Cámara de Representantes. La redistribución comenzaría, en cambio, dentro de los 30 días siguientes al primer día de sesión de la nueva Cámara de Representantes en el 48.º Parlamento.

### Registro de los votantes
La inscripción de los electores elegibles es obligatoria. Los votantes deben notificar a la Comisión Electoral de Australia (AEC) dentro de las 8 semanas siguientes a un cambio de dirección o después de cumplir 18 años. Los registros electorales se cierran para nuevas inscripciones o actualización de datos aproximadamente una semana después de la emisión de las órdenes de elección. La inscripción es opcional para los jóvenes de 16 o 17 años, pero no pueden votar hasta que cumplan 18 años, y las personas que han solicitado la ciudadanía australiana también pueden solicitar la inscripción provisional, que entra en vigor al otorgarse la ciudadanía. 

## Campaña
A principios de enero de 2025, tanto Albanese como Dutton hicieron apariciones públicas interpretadas por los medios de comunicación como lanzamientos de campañas "no oficiales". Albanese visitó electorados en Queensland, el Territorio del Norte y Australia Occidental. Dutton dio un discurso en Melbourne donde lanzó el eslogan del Partido Liberal para la campaña, "Vamos a volver a encarrilar a Australia". La campaña electoral entre las dos formaciones favoritas fueron:
- Costo de vida y vivienda: La inflación persistente, el aumento de las tasas de interés y la crisis de asequibilidad de la vivienda fueron las preocupaciones centrales para los votantes. El gobierno laborista propuso medidas como alivios en las facturas de electricidad y reducciones en las deudas estudiantiles, mientras que la Coalición prometio recortes en el impuesto a los combustibles y una mayor inversión en infraestructura de vivienda.[29][30]
- Cambio climático y energía: El Partido Laborista promovió inversiones en energías renovables y reducción de emisiones, mientras que la Coalición propuso explorar la energía nuclear como parte de la solución energética del país.[31]
- Inmigración y cohesión social: La Coalición ha propuso limitar el número de estudiantes internacionales y aumentar las tarifas de visado, argumentando preocupaciones sobre la infraestructura y la integración social. El Partido Laborista, por su parte, enfatizo la importancia de la diversidad cultural y ha prometido inversiones en escuelas comunitarias de idiomas.[32][33]
- Salud y educación: Ambos partidos presentaron propuestas para mejorar el sistema de salud y la educación, incluyendo inversiones en atención médica y programas educativos para comunidades diversas.[34]

## Formaciones políticas

### Con representación parlamentaria
| Partido | Partido                                                          | Ideología                         | Líder            | Esc previos | Esc previos |
| Partido | Partido                                                          | Ideología                         | Líder            | Repr        | Sen         |
| ------- | ---------------------------------------------------------------- | --------------------------------- | ---------------- | ----------- | ----------- |
|         | Partido Laborista Australiano Australian Labor Party             | Socialdemocracia                  | Anthony Albanese | 77          | 25          |
|         | Coalición Liberal-Nacional Liberal-National Coalition            | Conservadurismo liberal Agrarismo | Peter Dutton     | 53          | 30          |
|         | Verdes Australianos Australian Greens                            | Política verde                    | Adam Bandt       | 4           | 11          |
|         | Una Nación de Pauline Hanson Pauline Hanson's One Nation         | Populismo de derecha              | Pauline Hanson   | 0           | 2           |
|         | Partido Australiano de Katter Katter's Australian Party          | Conservadurismo social            | Robbie Katter    | 1           | 0           |
|         | Alianza del Centro Centre Alliance                               | Liberalismo social                | Rebekha Sharkie  | 1           | 0           |
|         | Partido Australia Unida United Australia Party                   | Populismo de derecha              | Ralph Babet      | 0           | 1           |
|         | Red Jacqui Lambie Jacqui Lambie Network                          | Populismo                         | Jacqui Lambie    | 0           | 1           |
|         | La Voz de Australia Australia's Voice                            | Socialdemocracia                  | Fatima Payman    | 0           | 1           |
|         | Gerard Rennick, Las Personas Primero Gerard Rennick People First | Libertarismo                      | Gerard Rennick   | 0           | 1           |

### Votación primaria

Regresión de encuestas:
Coalición Liberal-Nacional
Partido Laborista Australiano
Verdes Australianos
Una Nación de Pauline Hanson
Trompeta de Patriotas
Independientes y otras formaciones políticas

### Laborista vs. Liberal

Partido Laborista Australiano
Coalición Liberal-Nacional

## Encuestas de opinión

### 2025
| Encuestadora              | Fecha              | Muestra | LNP                       | ALP               | GRN   | ONP  | Otros | Diferencia |      |      |     |      |     |
| ------------------------- | ------------------ | ------- | ------------------------- | ----------------- | ----- | ---- | ----- | ---------- | ---- | ---- | --- | ---- | --- |
| Encuestadora              | Fecha              | Muestra | Elecciones federales 2025 | 3 de mayo de 2025 | –     | 31.8 | Otros | Diferencia | 34.6 | 12.2 | 6.4 | 15.0 | 2.8 |
| YouGov                    | 17 – 22 Abr        | 1,500   | 31.0                      | 33.5              | 14.0  | 10.5 | 11.0  | 2.5        |      |      |     |      |     |
| Roy Morgan                | 14 – 20 Abr        | 1,605   | 34.0                      | 34.5              | 14.5  | 6.0  | 11.0  | 0.5        |      |      |     |      |     |
| Freshwater Strategy       | 14 – 16 Abr        | 1,062   | 39.0                      | 32.0              | 12.0  | –    | 17.0  | 7.0        |      |      |     |      |     |
| YouGov                    | 11 – 15 Abr        | 1,506   | 33.0                      | 33.0              | 13.0  | 7.0  | 14.0  | -          |      |      |     |      |     |
| Resolve Strategic         | 9 – 13 Abr         | 1,642   | 34.0                      | 31.0              | 13.0  | 6.0  | 16.0  | 3.0        |      |      |     |      |     |
| Roy Morgan                | 3 – 7 Abr          | 1,708   | 33.5                      | 32.0              | 14.5  | 6.0  | 14.0  | 1.5        |      |      |     |      |     |
| YouGov                    | 28 Mar – 3 Abr     | 1,622   | 35.0                      | 30.0              | 13.0  | 7.0  | 15.0  | 5.0        |      |      |     |      |     |
| Redbridge/Accent          | 28 Mar – 1 Abr     | 1,006   | 36.0                      | 33.0              | 12.0  | –    | 19.0  | 3.0        |      |      |     |      |     |
| Freshwater Strategy       | 28 – 30 Mar        | 1,059   | 39.0                      | 32.0              | 12.0  | –    | 17.0  | 7.0        |      |      |     |      |     |
| Resolve Strategic         | 26 – 30 Mar        | 3,237   | 37.0                      | 29.0              | 13.0  | 7.0  | 14.0  | 8.0        |      |      |     |      |     |
| Roy Morgan                | 24 – 30 Mar        | 1,377   | 35.0                      | 32.0              | 13.0  | 5.5  | 14.5  | 3.0        |      |      |     |      |     |
| YouGov                    | 27 Feb – 26 Mar    | 10,217  | 35.5                      | 29.8              | 13.2  | 9.3  | 12.2  | 5.7        |      |      |     |      |     |
| YouGov                    | 14 – 19 Mar        | 1,500   | 37.0                      | 31.0              | 13.0  | 7.0  | 12.0  | 6.0        |      |      |     |      |     |
| Roy Morgan                | 10 – 16 Mar        | 2,097   | 34.0                      | 32.5              | 13.5  | 5.0  | 15.0  | 1.5        |      |      |     |      |     |
| Freshwater Strategy       | 13 – 15 Mar        | 1,051   | 39.0                      | 31.0              | 14.0  | –    | 16.0  | 8.0        |      |      |     |      |     |
| YouGov                    | 7 – 13 Mar         | 1,526   | 36.0                      | 31.0              | 13.5  | 7.5  | 12.0  | 5.0        |      |      |     |      |     |
| YouGov                    | 28 Feb – 6 Mar     | 1,504   | 36.0                      | 31.0              | 13.0  | 7.0  | 13.0  | 5.0        |      |      |     |      |     |
| YouGov                    | 21 – 27 Feb        | 1,501   | 37.0                      | 28.0              | 14.0  | 8.0  | 13.0  | 9.0        |      |      |     |      |     |
| Roy Morgan                | 17 – 23 Feb        | 1,666   | 36.5                      | 31.5              | 13.5  | 5.0  | 13.5  | 5.0        |      |      |     |      |     |
| YouGov                    | 22 Ene – 12 Feb    | 8,732   | 37.4                      | 29.1              | 12.7  | 9.1  | 11.7  | 8.3        |      |      |     |      |     |
| Roy Morgan                | 3 – 9 Feb          | 1,688   | 40.5                      | 29.0              | 11.0  | 4.0  | 15.5  | 11.5       |      |      |     |      |     |
| RedBridge Group           | 3 – 7 Feb          | 1,013   | 40.0                      | 31.0              | 11.0  | –    | 18.0  | 9.0        |      |      |     |      |     |
| Essential                 | 29 Ene – 3 Feb     | 1,150   | 36.0                      | 30.0              | 12.0  | 8.0  | 14.0  | 6.0        |      |      |     |      |     |
| Resolve Strategic         | 15 – 21 Ene        | 1,616   | 38.0                      | 27.0              | 13.0  | 7.0  | 15.0  | 11.0       |      |      |     |      |     |
| Freshwater Strategy       | 17 – 19 Ene        | 1,063   | 40.0                      | 32.0              | 13.0  | –    | 15.0  | 8.0        |      |      |     |      |     |
| Essential                 | 15 – 19 Ene        | 1,132   | 37.0                      | 30.0              | 12.0  | 7.0  | 14.0  | 7.0        |      |      |     |      |     |
| Roy Morgan                | 13 – 19 Ene        | 1,564   | 42.0                      | 28.5              | 13.0  | 4.0  | 12.5  | 13.5       |      |      |     |      |     |
| YouGov                    | 9 – 15 Ene         | 1,504   | 39.0                      | 32.0              | 12.0  | 7.0  | 10.0  | 7.0        |      |      |     |      |     |
| Roy Morgan                | 6 – 12 Ene         | 1,721   | 40.5                      | 30.0              | 12.5  | 4.5  | 12.5  | 10.5       |      |      |     |      |     |
| Roy Morgan                | 30 Dic – 5 Ene     | 1,446   | 40.5                      | 31.0              | 12.0  | 3.5  | 13.0  | 9.5        |      |      |     |      |     |
| Elecciones federales 2022 | 21 de mayo de 2022 | –       | 35.70                     | 32.58             | 12.25 | 4.96 | 14.51 | 3.12       |      |      |     |      |     |

| Encuestadora              | Fecha              | Muestra | ALP                       | LNP               | Diferencia |   |      |      |      |
| ------------------------- | ------------------ | ------- | ------------------------- | ----------------- | ---------- | - | ---- | ---- | ---- |
| Encuestadora              | Fecha              | Muestra | Elecciones federales 2025 | 3 de mayo de 2025 | Diferencia | – | 55.3 | 44.7 | 10.6 |
| YouGov                    | 17 – 22 Abr        | 1,500   | 53.5                      | 46.5              | 7.0        |   |      |      |      |
| Roy Morgan                | 14 – 20 Abr        | 1,605   | 55.5                      | 44.5              | 11.0       |   |      |      |      |
| Freshwater Strategy       | 14 – 16 Abr        | 1,062   | 50.0                      | 50.0              | -          |   |      |      |      |
| YouGov                    | 11 – 15 Abr        | 1,506   | 53.0                      | 47.0              | 6.0        |   |      |      |      |
| Resolve Strategic         | 9 – 13 Abr         | 1,642   | 53.5                      | 46.5              | 7.0        |   |      |      |      |
| Roy Morgan                | 3 – 7 Abr          | 1,708   | 52.0                      | 48.0              | 4.0        |   |      |      |      |
| YouGov                    | 28 Mar – 3 Abr     | 1,622   | 51.0                      | 49.0              | 2.0        |   |      |      |      |
| Redbridge/Accent          | 28 Mar – 1 Abr     | 1,006   | 52.0                      | 48.0              | 4.0        |   |      |      |      |
| Freshwater Strategy       | 28 – 30 Mar        | 1,059   | 49.0                      | 51.0              | 2.0        |   |      |      |      |
| Resolve Strategic         | 26 – 30 Mar        | 3,237   | 50.0                      | 50.0              | -          |   |      |      |      |
| Roy Morgan                | 24 – 30 Mar        | 1,377   | 53.0                      | 47.0              | 6.0        |   |      |      |      |
| YouGov                    | 27 Feb – 26 Mar    | 10,217  | 50.2                      | 49.8              | 0.4        |   |      |      |      |
| YouGov                    | 14 – 19 Mar        | 1,500   | 50.0                      | 50.0              | -          |   |      |      |      |
| Roy Morgan                | 10 – 16 Mar        | 2,097   | 54.5                      | 45.5              | 9.0        |   |      |      |      |
| Freshwater Strategy       | 13 – 15 Mar        | 1,051   | 49.0                      | 51.0              | 2.0        |   |      |      |      |
| YouGov                    | 7 – 13 Mar         | 1,526   | 51.0                      | 49.0              | 2.0        |   |      |      |      |
| YouGov                    | 28 Feb – 6 Mar     | 1,504   | 51.0                      | 49.0              | 2.0        |   |      |      |      |
| YouGov                    | 21 – 27 Feb        | 1,501   | 49.0                      | 51.0              | 2.0        |   |      |      |      |
| Roy Morgan                | 17 – 23 Feb        | 1,666   | 51.0                      | 49.0              | 2.0        |   |      |      |      |
| YouGov                    | 22 Ene – 12 Feb    | 8,732   | 48.9                      | 51.1              | 2.2        |   |      |      |      |
| Roy Morgan                | 3 – 9 Feb          | 1,688   | 48.5                      | 51.5              | 3.0        |   |      |      |      |
| RedBridge Group           | 3 – 7 Feb          | 1,013   | 48.5                      | 51.5              | 3.0        |   |      |      |      |
| Essential                 | 29 Ene – 3 Feb     | 1,150   | 47.0                      | 49.0              | 2.0        |   |      |      |      |
| Resolve Strategic         | 15 – 21 Ene        | 1,616   | 48.0                      | 52.0              | 4.0        |   |      |      |      |
| Freshwater Strategy       | 17 – 19 Ene        | 1,063   | 49.0                      | 51.0              | 2.0        |   |      |      |      |
| Essential                 | 15 – 19 Ene        | 1,132   | 47.0                      | 48.0              | 1.0        |   |      |      |      |
| Roy Morgan                | 13 – 19 Ene        | 1,564   | 48.0                      | 52.0              | 4.0        |   |      |      |      |
| YouGov                    | 9 – 15 Ene         | 1,504   | 49.0                      | 51.0              | 2.0        |   |      |      |      |
| Roy Morgan                | 6 – 12 Ene         | 1,721   | 48.5                      | 51.5              | 3.0        |   |      |      |      |
| Roy Morgan                | 30 Dic – 5 Ene     | 1,446   | 47.0                      | 53.0              | 6.0        |   |      |      |      |
| Elecciones federales 2022 | 21 de mayo de 2022 | –       | 52.13                     | 47.87             | 3.12       |   |      |      |      |

## Resultados
Las elecciones federales de Australia de 2025, resultaron en una victoria contundente del gobernante Partido Laborista Australiano, liderado por el primer ministro Anthony Albanese, quien obtuvo la reelección con una mayoría parlamentaria ampliada. Los Laboristas lograron 91 de los 150 escaños en la Cámara de Representantes. Esta cifra representó un aumento de 14 escaños respecto a las elecciones de 2022.
La Coalición Liberal-Nacional, liderada por Peter Dutton, sufrió su peor derrota desde la creación formal de la coalición en 1946, al obtener solamente 40 escaños. Uno de los hechos más significativos de la jornada electoral fue la pérdida del propio Dutton en su circunscripción de Dickson, que fue ganada por la candidata laborista Ali France con un margen amplio. Esta pérdida marcó la primera vez desde 1929 que un líder de la oposición pierde su escaño en unas elecciones federales australianas.
Los candidatos independientes mantuvieron una presencia relevante, conservando al menos ocho escaños, aunque con un poder legislativo reducido debido a la mayoría absoluta obtenida por el Partido Laborista. El desempeño del Partido Verde fue mixto: retuvo su representación en el Senado con 11 escaños, pero enfrentó retrocesos en la Cámara de Representantes, perdiendo todos sus escaños en la cámara baja frente a los Laboristas en circunscripciones tradicionalmente progresistas como Melbourne y Wills.
En el Senado, los Laboristas incrementaron su representación a 26 escaños (ganancia de cuatro), igualando a la Coalición, que también alcanzó 26 escaños (una ganancia menor). Los Verdes se mantuvieron estables, mientras que otros partidos menores e independientes completaron los 76 escaños de la cámara alta.
Diversos analistas atribuyeron el éxito de los Laboristas a su fuerte apoyo entre los votantes más jóvenes, en particular la generación Z y los miléniales, quienes participaron activamente en los comicios obligatorios y mostraron una inclinación hacia políticas progresistas en materia de vivienda, justicia social y cambio climático. Esta tendencia contrastó con patrones electorales recientes observados en otras democracias occidentales, donde los votantes jóvenes han favorecido opciones de derecha.
A pesar de la victoria, sectores dentro del propio Partido Laborista señalaron la necesidad de modernizar su base de militancia, tradicionalmente envejecida y limitada en tamaño. El presidente del partido, Wayne Swan, enfatizó la importancia de reconectar con los votantes de clase trabajadora y ampliar la representatividad territorial más allá de los centros urbanos.
En contraste, la Coalición enfrentó un proceso de reestructuración, tanto a nivel de liderazgo como de estrategia política, con el objetivo de recuperar la confianza del electorado tras un resultado ampliamente considerado como un rechazo a su orientación política.
|  | 34.56 % |

|  | 35.11 % |

|  | 20.69 % |

|  | 17.37 % |

|  | 12.20 % |

|  | 11.72 % |

|  | 7.27 % |

|  | 0.72 % |

|  | 7.10 % |

|  | 6.28 % |

|  | 6.40 % |

|  | 5.67 % |

|  | 3.80 % |

|  | 0.40 % |

|  | 1.91 % |

|  | 2.60 % |

|  | 1.77 % |

|  | 1.49 % |

|  | 1.20 % |

|  | 3.49 % |

|  | 0.54 % |

|  | 0.40 % |

|  | 0.46 % |

|  | 0.24 % |

|  | 0.33 % |

|  | 0.24 % |

|  | 0.23 % |

|  | 1.25 % |

|  | 0.23 % |

|  | 0.22 % |

|  | 0.20 % |

|  | 0.65 % |

|  | 0.17 % |

|  | 0.37 % |

|  | 0.15 % |

|  | 0.40 % |

|  | 0.13 % |

|  | 0.22 % |

|  | 0.12 % |

|  | 0.24 % |

|  | 0.09 % |

|  | 0.29 % |

|  | 0.04 % |

|  | 0.64 % |

|  | 0.03 % |

|  | 0.01 % |

|  | 0.10 % |

|  | 0.00 % |

|  | 0.24 % |

|  | 1.05 % |

|  | 0.95 % |

|  | 0.75 % |

|  | 0.59 % |

|  | 0.37 % |

|  | 0.28 % |

|  | 0.04 % |

|  | 0.02 % |

|  | 0.09 % |

|  | 0.23 % |

|  | 94.40 % |

|  | 96.55 % |

|  | 5.60 % |

|  | 3.45 % |

|  | 100.00 % |

|  | 100.00 % |

|  | 90.67 % |

|  | 90.83 % |